# Estação Uruguai / Tijuca
A Estação Uruguai / Tijuca é uma estação de metrô localizada no bairro da Tijuca, no município do Rio de Janeiro. É a última estação da Linha 1 no sentido Zona Norte.

## História

### Rabicho da Tijuca
As obras na região foram iniciadas em 1976, na gestão Faria Lima, e até 1984 foi aberto um trecho de túnel sob a Rua Conde de Bonfim, chamado de "Rabicho da Tijuca" (destinado a servir de estacionamento e ponto de injeção de trens), a um custo de 6 bilhões de cruzeiros. Na gestão Brizola, as obras foram paralisadas em janeiro de 1984, por falta de recursos.
| “                                                              | ...Com a inauguração apressada, em 1982, das estações Afonso Pena / Tijuca, São Francisco Xavier / Tijuca e Saenz Peña / Tijuca...a maior parte dos recursos financeiros do Ministério dos Transportes e do governo do Estado foi desviada para as obras da Linha 2, no trecho Maracanã-Irajá. Com isso, a área de manobras da Tijuca — que ficou para ser implantada em uma segunda fase — acabou abandonada pelas autoridades, apesar dos consideráveis investimentos já aplicados ali... | ” |
| — Trecho de matéria do Jornal do Brasil de 17 de julho de 1985 | |   |

Em fevereiro de 1985, o governo do estado estimava que para concluir essa obra seriam necessários vinte meses e um investimento de quinze milhões de dólares (equivalente a 56 bilhões de cruzeiros). Com isso, a Linha 1 poderia aumentar a sua frota em circulação de até 17 trens para 26 trens.

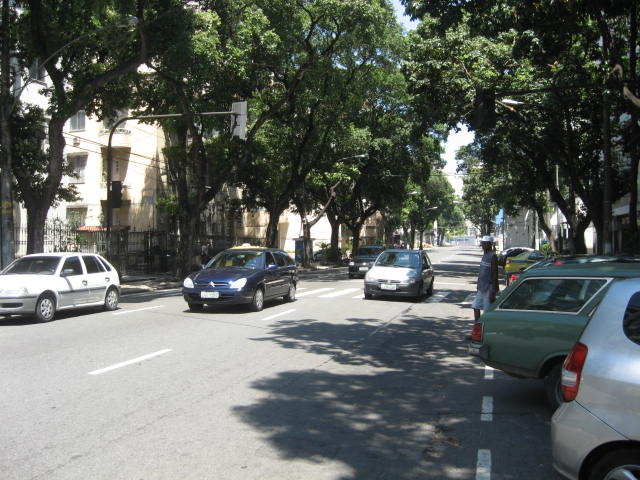
Vista de trecho da Rua Conde de Bonfim.

As obras do Rabicho da Tijuca foram retomadas apenas em 1987, quando a gestão Moreira Franco assinou um contrato de empréstimo com o BNDES de 5,5 bilhões de cruzados, dos quais 2,5 bilhões eram destinados ao metrô. A promessa do estado era de que o rabicho estaria concluído doze meses após o início das obras. A ordem de serviço de retomada das obras, contratadas junto à construtora Mendes Júnior foi assinada em 24 de junho de 1987.. Em abril de 1988, o BNDES não realizou o repasse de uma das parcelas do empréstimo, obrigando o estado a investir quatrocentos milhões de cruzados de recursos próprios na obra, agravando o déficit fiscal do Rio.
Em fevereiro de 1989, as obras foram novamente ameaçadas de paralisação, porque a Mendes Junior alegou que o estado lhe devia o repasse de uma parcela de 25 milhões de dólares das obras do Rabicho da Tijuca. Em junho, o BNDES ainda devia uma parcela de 170 milhões de cruzados novos dessa obra, obrigando o estado a leiloar no mercado sete milhões de ações que possuía na Petrobras, para pagar uma dívida de setenta milhões de cruzados novos com a Mendes Junior, e a estudar pela primeira vez a concessão do metrô para a iniciativa privada. Em setembro, ocorreu uma nova paralisação por falta de recursos do BNDES. No início de 1990, as obras estavam 80% concluídas, embora ainda estivessem paralisadas. Para retomá-las, o estado investiu oitenta milhões de dólares, fruto do aumento de arrecadação. Retomadas em março, as obras do Rabicho da Tijuca tinham o prazo de conclusão previsto para outubro de 1990.
O lento andamento das obras e suas constantes paralisações ameaçavam os prédios existentes na região. Segundo relatórios das empreiteiras responsáveis pelas obras (vazados para a imprensa), havia o risco de desabamento de edificações caso as obras não fossem concluídas. Com isso, o governo do Rio realizou obras emergenciais de contenção e escoramento dos túneis. Mesmo assim, um edifício localizado na Rua Conde de Bonfim, 563, sofreu rachaduras, por causa da remoção de terra e da falta de renovação das contenções provisórias das escavações dos túneis. Previstas para ser substituídas anualmente, algumas contenções possuíam até dois anos de implantação e estavam fragilizadas pela ação do tempo. Após estourar o prazo de conclusão mais uma vez, a imprensa noticiou que as obras estavam novamente paralisadas, sendo que alguns canteiros eram facilmente acessíveis por falta de vigilância. Apesar de negar a paralisação das obras (desmentida posteriormente pelo governador Moreira Franco), a Mendes Junior assegurou que elas estavam em ritmo abaixo do ideal, mas seriam concluídas em dezembro de 1991. Ainda assim, havia suspeitas de corrupção sobre as obras. A empreiteira condicionou a conclusão das obras a receber 384,6 milhões de cruzeiros atrasados pelo governo do estado.
Em outubro de 1991, a nova gestão Brizola anunciou que as obras do Rabicho, paralisadas por dívidas com a empreiteira, seriam retomadas e se tornariam a prioridade da gestão. No aniversário de quinze anos da obra, a Associação de Moradores e Amigos da Praça Saenz Peña realizou protestos reivindicando ao novo governo a conclusão das obras, mas as obras continuaram paralisadas. A falta de recursos fez com que o estado aceitasse a intervenção da Prefeitura para realizar as obras, que quase assumiu a gestão do Metrô do Rio. A gestão Marcello Alencar admitiu investir de dez a quinze milhões de dólares para retomar as obras, porém elas só poderiam ser concluídas em meados de 1994. No entanto, a crise política envolvendo o presidente Collor encerrou as negociações, conforme admitiu Alencar:
| “                                                                              | ...Mas, confesso fui engabelado com o negócio do Metrô, que viria para nós sem nenhuma dívida. Eu ia investir no Metrô. Eu cheguei a chamar um empreiteiro para começar a obra do Rabicho da Tijuca com o nosso orçamento, quando veio o drama do Collor e suspenderam as negociações que condicionavam a passagem da CBTU (trens) para o estado... | ” |
| — Marcello Alencar, em entrevista ao Jornal do Brasil de 2 de novembro de 1992 | |   |

Depois de quase dezessete anos em obras, parte das vias interditadas na Tijuca foi liberada após intervenções da Prefeitura do Rio, que adquiriu novas ações da Companhia do Metropolitano. Após idas e vindas, as obras do Rabicho da Tijuca foram retomadas com investimentos da Prefeitura em novembro de 1993. A um custo de 1,5 milhão de dólares, as obras tinham como prazo de conclusão até março de 1994. Apesar disso, o novo prazo não foi cumprido. A gestão municipal de Cesar Maia prometeu novo prazo para a conclusão das obras: setembro de 1994. Em agosto, Maia admitiu que as obras estavam paralisadas e condicionou a retomada delas (além do plano de municipalização do Metrô) à liberação pelo Governo Federal, até 26 de setembro, de um financiamento de 75 milhões de dólares aprovado para as obras. As recorrentes paralisações cobraram o seu preço: engenheiros encontraram sinais de corrosão precoce em estruturas metálicas do Rabicho da Tijuca.
O Governo Federal não liberou a verba, e a Prefeitura do Rio desistiu de assumir a gestão do Metrô, ao descobrir que teria de assumir dívidas de 2,5 bilhões de dólares, 3,4 mil funcionários e obras inacabadas. Apesar de paralisadas, as obras do Rabicho precisavam apenas de quinze milhões de dólares para a conclusão de 340 metros (dos 1,1 mil metros projetados). Um novo acordo para retomar as obras foi realizado entre a Prefeitura (Maia e a nova gestão estadual, de Marcello Alencar) em fevereiro de 1995, prevendo-se a conclusão das obras em um ano. As obras foram reiniciadas pela Mendes Junior em abril de 1995, prevendo-se investimentos de dezessete milhões de reais, inteiramente bancados pelo estado e com um novo prazo de conclusão de dezoito meses. Enquanto Maia anunciava que não investiria mais no Metrô, a direção da empresa causou polêmica ao alugar a Estação Saenz Peña e o Rabicho da Tijuca para a realização de uma festa de temática LGBT (que comprometeria as obras do Rabicho, por causa da manobra de trens extras requisitados pelos organizadores). No fim, Alencar interveio e proibiu a festa.
| “ | Não estamos abrindo uma sala de espetáculos. Aquilo não é buraco para qualquer um entrar | ” |
| — Marcello Alencar, sobre a proibição de festa LGBT que havia sido autorizada pela Cia. do Metropolitano entre a Estação Saenz Peña e o Rabicho da Tijuca, em declaração ao Jornal do Brasil de 9 de junho de 1995 |                                                                                          |   |

Em dezembro de 1996, apenas o estacionamento de automóveis foi inaugurado, com 151 vagas.
Após quase 22 anos de obras, o Rabicho da Tijuca foi inaugurado em 15 de abril de 1998. Sobre a demora para a conclusão das obras, as gestões anteriores trocaram acusações:
| “                                                                              | Já tinha negociado empréstimos com o BNDES para as obras, mas os recursos foram negados porque eu apoiei o mandato de cinco anos para presidente. O Rio sofreu uma retaliação política. Com o Brizola, o Metrô ficou oito anos parado... | ” |
| — Ex-governador Moreira Franco, para o Jornal do Brasil de 23 de junho de 1997 | |   |

| “                                                                                           | ...O governo Brizola herdou de Moreira [Franco] uma dívida indevida com as empreiteiras de mais de 240 milhões de reais. E o governo Brizola não continuou as obras porque o governo federal discriminou a sua administração... | ” |
| — Ex-deputado estadual do PDT Eduardo Chuay, para o Jornal do Brasil de 23 de junho de 1997 | |   |

### Estação Uruguai
| “ | ...podemos pensar concretamente na ligação Tijuca-Leblon, através da rua Uruguai, passando pelo maciço da Tijuca... | ” |
| — Governador Chagas Freitas, durante a inauguração da estação Saenz Peña para o Jornal do Brasil de 28 de maio de 1982 | |   |

Prometida desde 1982, a Estação Uruguai só reapareceria em estudos do Metrô em 1996, como parte do anel metroviário da Linha 1. Apesar de prometida para 2000, não saiu do papel, reaparecendo apenas no final da década de 2000. A concessionária Metro Rio e o governo do estado prometeram em 2008 concluir as obras até dezembro de 2014. O projeto da estação, contratado ao escritório JBMC, foi concluído em fevereiro de 2010.
Em meados de 2010, foi anunciada a construção da Estação Uruguai, na área final do "Rabicho da Tijuca". O mezanino, onde se localizava o antigo estacionamento subterrâneo, foi transformado na área das bilheterias, e os seus acessos foram remodelados para passageiros. Na área da plataforma, que é central, necessitou-se remanejar as colunas de sustentação (laterais) para uma central em formato de árvore, utilizando-se de técnicas de engenharia.
As obras físicas foram iniciadas em 19 de janeiro de 2011 e terminaram no fim de 2013, com custo total de 240 milhões de reais. A estação foi inaugurada em 15 de março de 2014. Sucessora da Estação Saens Peña como terminal da Linha 1, a estação era desejada pelos moradores da Tijuca desde o início da operação do Metrô na cidade, em 1979.
Está localizada no antigo "Rabicho da Tijuca", por anos utilizado como pátio de manobras. Seus sete mil metros quadrados de área escavada estão distribuídos em dois níveis: um mezanino, onde funcionam as bilheterias, e uma plataforma para embarque e desembarque, com trezentos metros de comprimento. Após sua inauguração, espera-se que as linhas de ônibus de integração, que atualmente partem da Praça Sáenz Peña com destino aos bairros de Andaraí, Grajaú e Usina, passem a percorrer trajetos mais curtos, contribuindo para a diminuição dos congestionamentos nas vias da região.
A estação possui acessos adaptados para pessoas com deficiência e possui um bicicletário.
É a primeira estação carioca a ter rede Wi-Fi em seu interior e possui piso tátil para deficientes visuais por toda a estação.
Em agosto de 2022, a estação foi renomeada de "Uruguai" para "Uruguai / Tijuca", ocasião em que as estações ganharam sufixos com os nomes dos bairros em que se localizam.

## Acessos
Os cinco acessos à estação foram construídos a partir das rampas do estacionamento de automóveis que existia no subterrâneo, acima do antigo pátio de manobras. São eles: 
- Acesso A - Rua Itacuruçá
- Acesso B - Rua Uruguai
- Acesso C - Rua Dona Delfina
- Acesso D - Rua José Higino
- Acesso E - Rua Conde de Bonfim

## Galeria

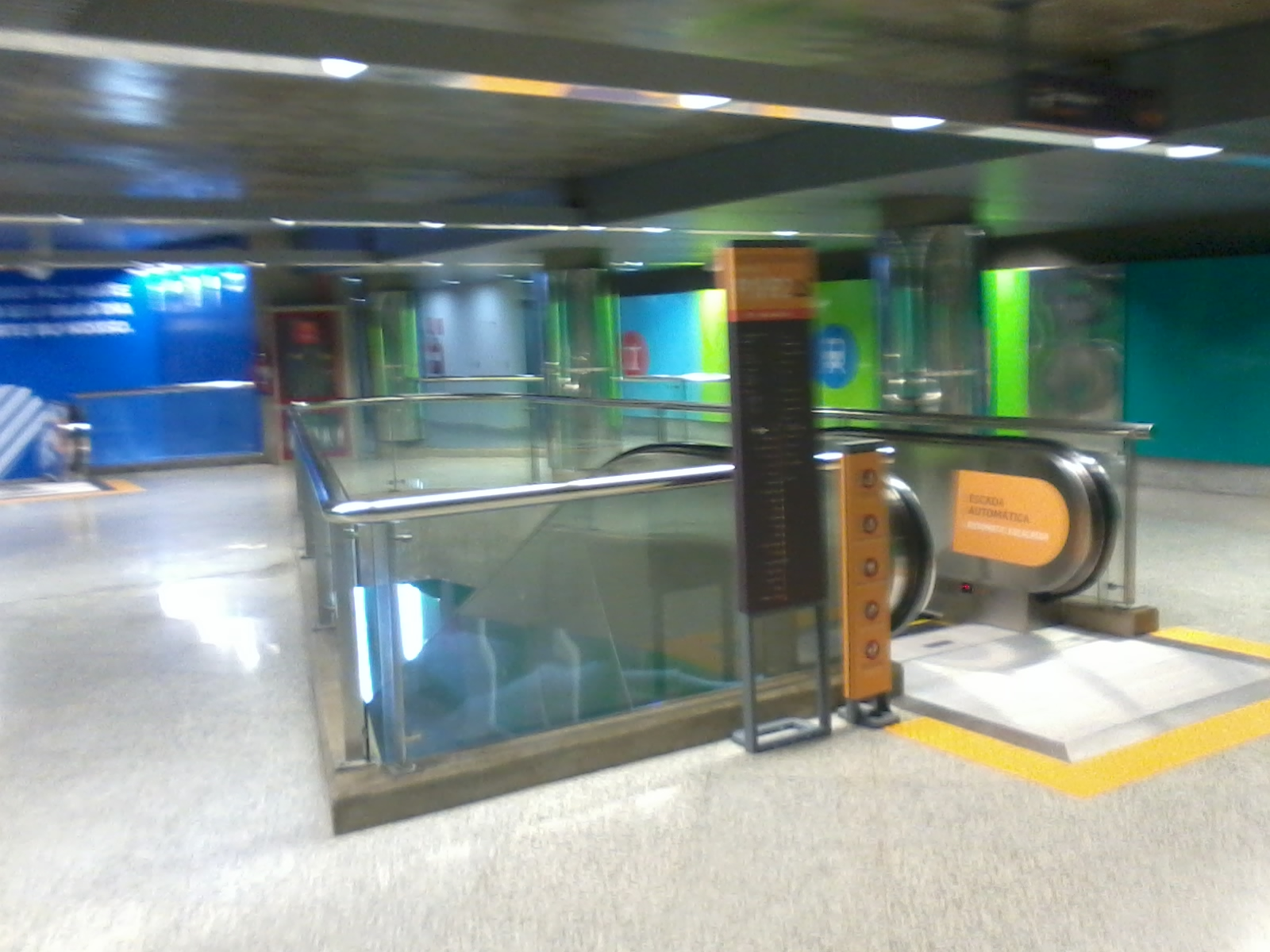
Mezanino superior, onde se localizam as bilheterias e as escadas rolantes de acesso à plataforma.
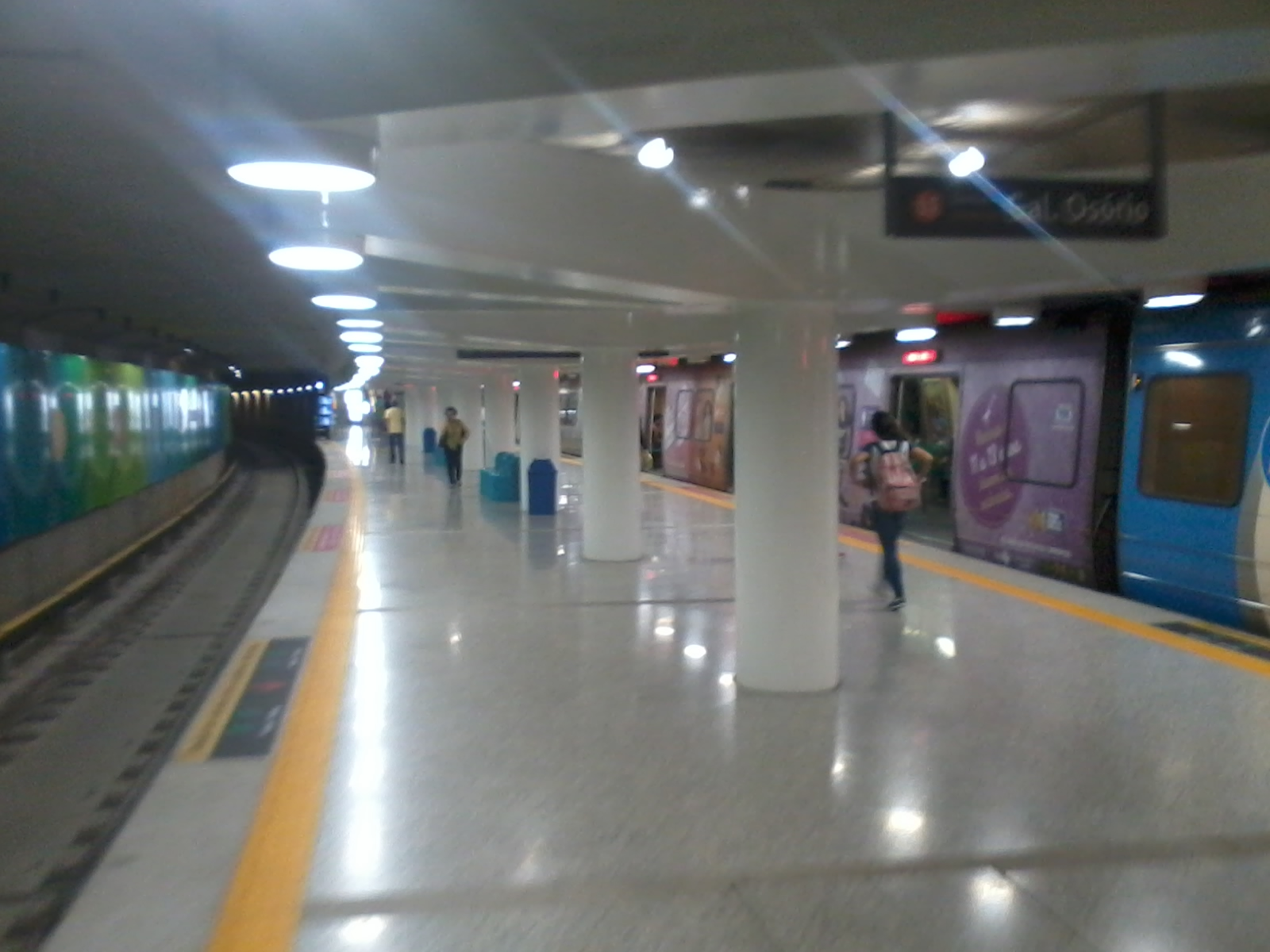
Composição efetuando parada na Estação Uruguai.